# Trudny początek
Trudny początek (tytuł oryginalny: Fillim i vështirë) – albański film fabularny z roku 1986 w reżyserii Alberta Xholiego.

## Opis fabuły
Mały Bled mieszka ze swoim ojcem Bujarem w małym mieszkaniu w Tiranie. Chłopiec dowiaduje się przypadkiem, że ojciec może wkrótce ożenić się z obcą mu kobietą. Wiadomość ta wywołuje szok u Bleda. Jednak, kiedy poznaje Zanę, koleżankę ojca z pracy, zaczyna coraz bardziej przekonywać się do koniecznych zmian w życiu rodzinnym.
Film realizowano w Tiranie.

## Obsada
- Timo Flloko jako Bujar
- Sokol Gjoshi jako Bled
- Marieta Ljarja jako Zana
- Shkëlqim Basha jako wujek
- Marta Burda jako babka Bleda
- Margarita Xhepa jako lekarka
- Marika Kallamata jako matka Zany
- Xhuljeta Kulla jako Sanija
- Zhaneta Papamihali jako sąsiadka
- Donika Zyberi jako przyjaciółka Bleda
- Gentjan Skendaj
- Frederik Zhyllja